# Concertación para Una Nación Avanzada
Concertación para Una Nación Avanzada (UNA) fue una alianza electoral creada para participar en las elecciones presidenciales de Argentina de 2007. Integrada por la Unión Cívica Radical, el Movimiento de Integración y Desarrollo y Concertación para una Sociedad Justa, además de peronistas conservadores, radicales, desarrollistas y treinta partidos provinciales o locales de todo el país, además de redes juveniles como Generación Democrática y Equipo Nexos.
La fórmula presidencial fue Roberto Lavagna y Gerardo Morales. Llevó Ricardo Alfonsín y Jorge Sarghini como candidatos a gobernador de la provincia de Buenos Aires. El eje central de la campaña a la Presidencia fue el denominado «Plan Lavagna», que contenía medidas y propuestas para todos los temas importantes de la agenda pública —economía, pobreza, medio ambiente, trabajo, educación, etcétera.— más una serie de decisiones que propuso para los primeros cien días de gobierno.

## Partidos integrantes
La Concertación para Una Nacían Avanzada estaba integrado por los siguientes partidos políticos:
| Partido | Partido | Partido                                | Líder                  | Ideología                                     | Posición      |
| ------- | ------- | -------------------------------------- | ---------------------- | --------------------------------------------- | ------------- |
|         |         | Unión Cívica Radical                   | Gerardo Morales        | Socialdemocracia Socioliberalismo Radicalismo | Centro        |
|         |         | Movimiento de Integración y Desarrollo | Carlos Zaffore         | Desarrollismo                                 | Centro        |
|         |         | Partido Demócrata Progresista          | Luis Alberto Galvalisi | Liberalismo Progresismo                       | Centroderecha |
|         |         | Partido UNIR                           | Alberto Asseff         | Nacionalismo Conservadurismo                  | Derecha       |
|         |         | Partido Demócrata de Mendoza           | -                      | Conservadurismo Liberalismo                   | Derecha       |

## Historia

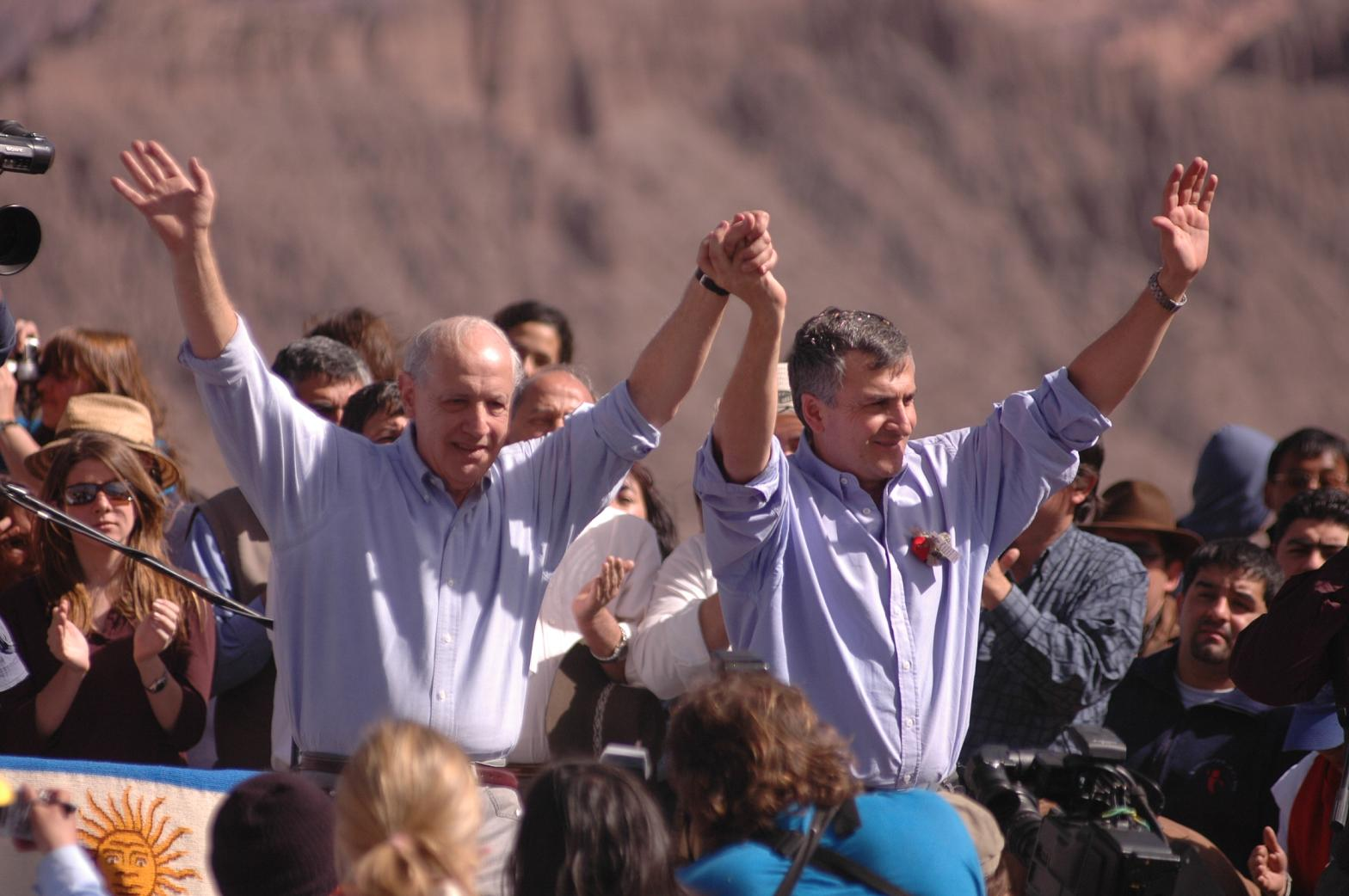
Lavagna y Morales durante el lanzamiento de campaña de la coalición Una Nación Avanzada en Tilcara, Jujuy.

Lavagna anunció el 5 de enero de 2007 su candidatura presidencial.
De cara a las elecciones presidenciales, Raúl Alfonsín impulsó una coalición con Roberto Lavagna, que hasta finales de 2005 había sido Ministro de Economía y era visto como uno de los principales responsables de la exitosa salida de Argentina de la crisis hasta su ruptura con el presidente. Esto motivó un segundo debate, entre apoyar al gobierno kirchnerista, apoyar a Lavagna, o concurrir a los comicios con una fórmula propia. La dimisión de Iglesias, partidario de esta última opción, llevó a Morales a la presidencia del partido, encargándose de mantener un planteo firmemente opositor al kirchnerismo y sellar la alianza con Lavagna, denominada "Concertación para Una Nación Avanzada". Otro sector de la UCR en la provincia de Buenos Aires, liderado por Margarita Stolbizer, rechazó apoyar a Lavagna y en su lugar fundó el partido Generación para un Encuentro Nacional (GEN) y se unió a la Coalición Cívica que postulaba a Elisa Carrió. De este modo, Lavagna se convirtió en el primer candidato de la UCR en no estar afiliado al partido. Morales, por su parte, concurrió como su compañero de fórmula y candidato a vicepresidente, confirmándose el binomio públicamente el 7 de junio.
El lanzamiento de la campaña de la coalición UNA tuvo lugar precisamente en la provincia de origen de Morales, Jujuy, más concretamente en la ciudad de Tilcara, el 21 de julio de 2007. El gesto pretendía ser simbólico, y la fórmula completó la proclamación presentándose tanto en la provincia más al norte del país como en la zona más austral, finalizando en el Faro del Fin del Mundo, en la provincia de Tierra del Fuego, Antártida e Islas del Atlántico Sur, el 24 de julio.
Las elecciones tuvieron lugar el 28 de octubre de 2007 con un amplio triunfo en primera vuelta para Cristina Fernández de Kirchner con el 45,29% de los votos, seguido por el 27,05% de Elisa Carrió y solo un 17,81% de la fórmula Lavagna-Morales. El radicalismo se vio afectado por la falta de apoyo en la Capital Federal y la provincia de Buenos Aires, donde la mayor parte de la estructura partidaria había desertado a la coalición de Carrió junto con Stolbizer. La coalición radical solo se impuso en la provincia de Córdoba. En las elecciones provinciales jujeñas, que tuvieron lugar el mismo día, el radicalismo tuvo un pobre desempeño con la candidatura de Alejandro Nieva, que se ubicó tercero detrás de dos candidatos kirchneristas, Walter Barrionuevo y Carlos Daniel Snopek, que habían unificado sus boletas con la del Frente para la Victoria a nivel presidencial.